# Calathea inocephala
Calathea inocephala là một loài thực vật có hoa trong họ Marantaceae. Loài này được (Kuntze) T.Durand & B.D.Jacks. mô tả khoa học đầu tiên năm 1902.